# 78e groupe de reconnaissance de division d'infanterie
Le 78e groupe de reconnaissance de division d'infanterie est une unité de l'armée française créée en 1940 ayant participé à la bataille de France. 

## Historique
Il est créé le 1er avril 1940 en Seine-et-Oise par le dépôt de cavalerie no 21. Il est dirigé sur la Drôme et intègre la 8e division d'infanterie coloniale (8e DIC) rattachée à l'armée des Alpes. 
Le 8 juin, la division rejoint le front en Seine-et-Oise. Le GR arrive à Thoiry avec la 8e division légère d'infanterie coloniale (ex-8e DIC), qui reçoit la mission d'empêcher le franchissement de la Seine. Le GR combat le 13 à Saint-Illiers-la-Ville, où il contre-attaque, et à Richebourg le 13 juin 1940. Du 14 ou 15 juin, il défend les ponts de l'Eure pour permettre le repli de la division. Il combat ensuite au pont de Jouy-Saint-Prest le 16 juin permettant le repli de l'infanterie sur la Loire. 
Il continue de couvrir le repli de la division en combattant en Indre-et-Loire, le 19 à Chargé (au côté du RICM) puis le 21 juin à Ligueil. Il combat une dernière fois en Charente le jour de la cessation des hostilités après l'armistice. Le GRDI est dissout le 9 août 1940 à Bergerac. 
Pour son action durant la campagne, il est cité à l'ordre de l'armée et reçoit la croix de guerre 1939-1945 avec palme. 

## Ordre de bataille
- Commandement[1] : Chef d’escadrons Appert Roland-Gosselin
- Adjoint : capitaine Nussard
- Escadron hors rang : capitaine Mercier
- Escadron hippomobile : capitaine Verny
- Escadron motorisé : capitaine Vernhes
- Escadron mitrailleuses et canons de 25 : capitaine Tromeur